# Poznámkový blok Google
Poznámkový blok Google, dříve Google Zápisník, (anglicky Google Notebook) je bezplatná webová aplikace, která umožňuje uživatelům ukládat a uspořádat textové poznámky a odkazy na webové stránky (také je propojena s Záložky Google). Uložené poznámky lze sdílet ať už s jmenovaným seznamem uživatelů nebo i veřejně.
Zapsané poznámky lze exportovat do Dokumenty Google.
Služba Google Zápisník byla ohlášena 10. května 2006 a zpřístupněna 15. května 2006. Na začátku roku 2009 Google oznámil, že zastavil vývoj služby a doporučil přejít na službu Dokumenty Google. V červenci 2012 byl Zápisník Google vypnut a veškeré údaje které byly zapsány do zápisníku byli přesunuty do Dokumentů Google.